# Stadthaus Zürich
Das Stadthaus der Stadt Zürich steht am Stadthausquai in der Altstadt.
Das ursprünglich nur als Provisorium geplante Gebäude wurde in zwei Etappen (1883/1884 und von 1898 bis 1900) von Gustav Gull ausgeführt, der 1895 zum Stadtbaumeister ernannt worden war. Der Standort war ein Zwickelgrundstück zwischen dem alten Stadthausgebäude und dem Fraumünster. Im Zuge dieses Neubaus wich unter anderem das mittelalterliche Kratzquartier den französisch geprägten Stadtbau-Visionen für ein «Gross-Zürich». Das Stadthaus ist mittlerweile ein bedeutendes Bau- und Architekturdenkmal Zürichs und zeugt vom sich verändernden Stadtbewusstsein Zürichs im Übergang vom 19. ins 20. Jahrhundert.
Im Stadthaus arbeiten etwa 300 Mitarbeiter des Präsidialdepartements – darunter die Dienstabteilungen Bevölkerungsamt, Kultur, Stadtentwicklung und Fachstelle für Gleichstellung – des Finanzdepartements und der Stadtkanzlei. Jeden Mittwochmorgen tagt im Stadthaus Zürichs Regierung, der Gesamtstadtrat. Das Stadthaus ist der Sitz der Stadtpräsidentin und ihres Stabs, der Stadtschreiberin (Vorsteherin der Stadtkanzlei) und des Rechtskonsulenten. Der öffentliche Bereich des Stadthauses wird für wechselnde Ausstellungen sowie diverse Veranstaltungen der Stadt genutzt.
2007–2010 wurde das Stadthaus erstmals umfassend renoviert und die Räume den Bedürfnissen von Nutzern und den neuen funktionalen Anforderungen angepasst. Unter anderem wurde die gesamte Haustechnik erneuert und der frühere Haupteingang auf die Kappelergasse wieder geöffnet. Bei den Bauarbeiten kamen Wandbemalungen, Terrazzoböden und Reliefs wieder zum Vorschein, die früher überdeckt worden waren. Dem Lichthof «wurde seine einstige Eleganz im Stil der italienischen Neurenaissance» zurückgegeben, wie es in einer Mitteilung der Stadtverwaltung heisst. Die Kosten der Gesamtrenovation beliefen sich auf 59,5 Millionen Schweizer Franken.

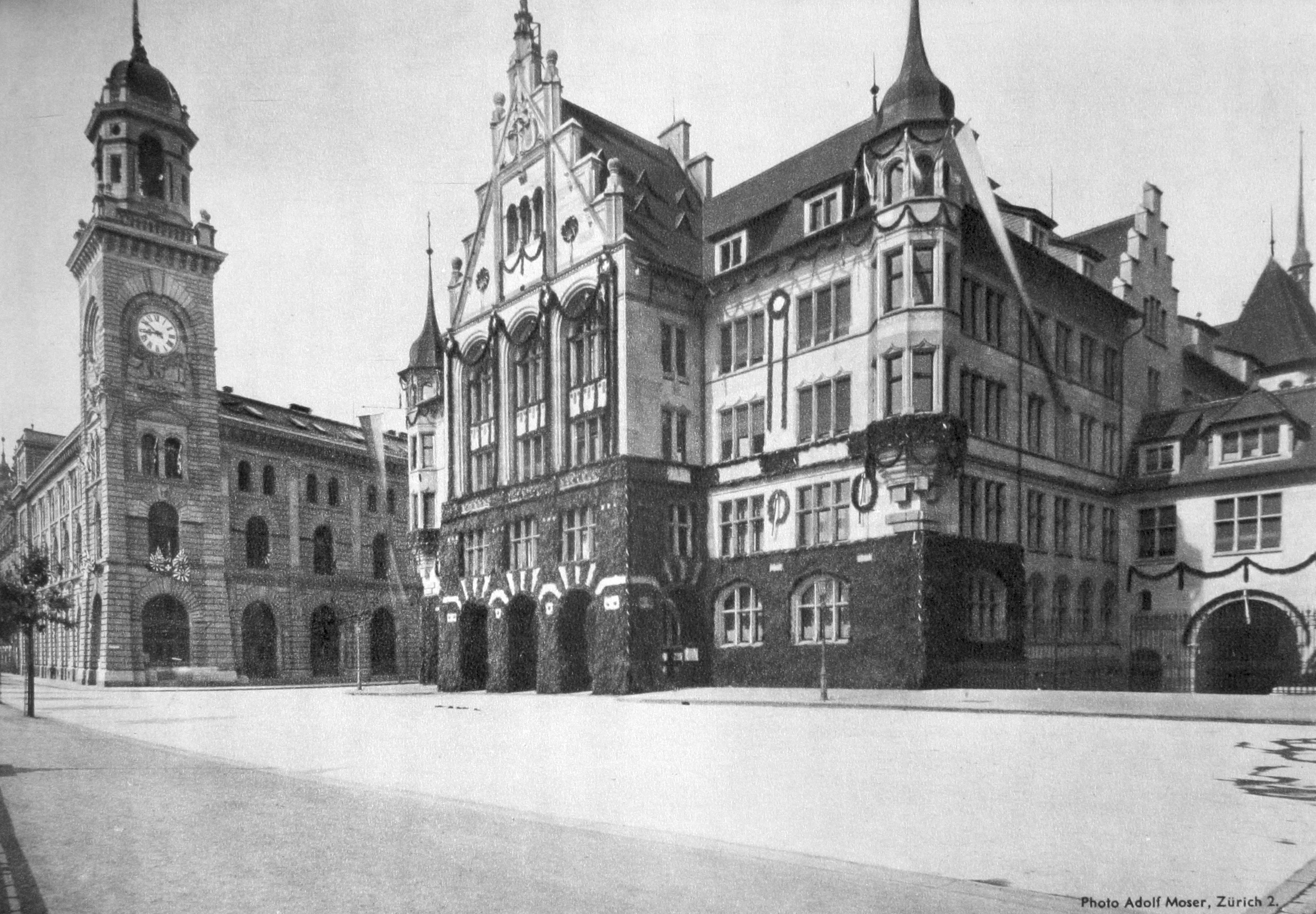
Das Zürcher Stadthaus im Jahr seiner Einweihung 1901
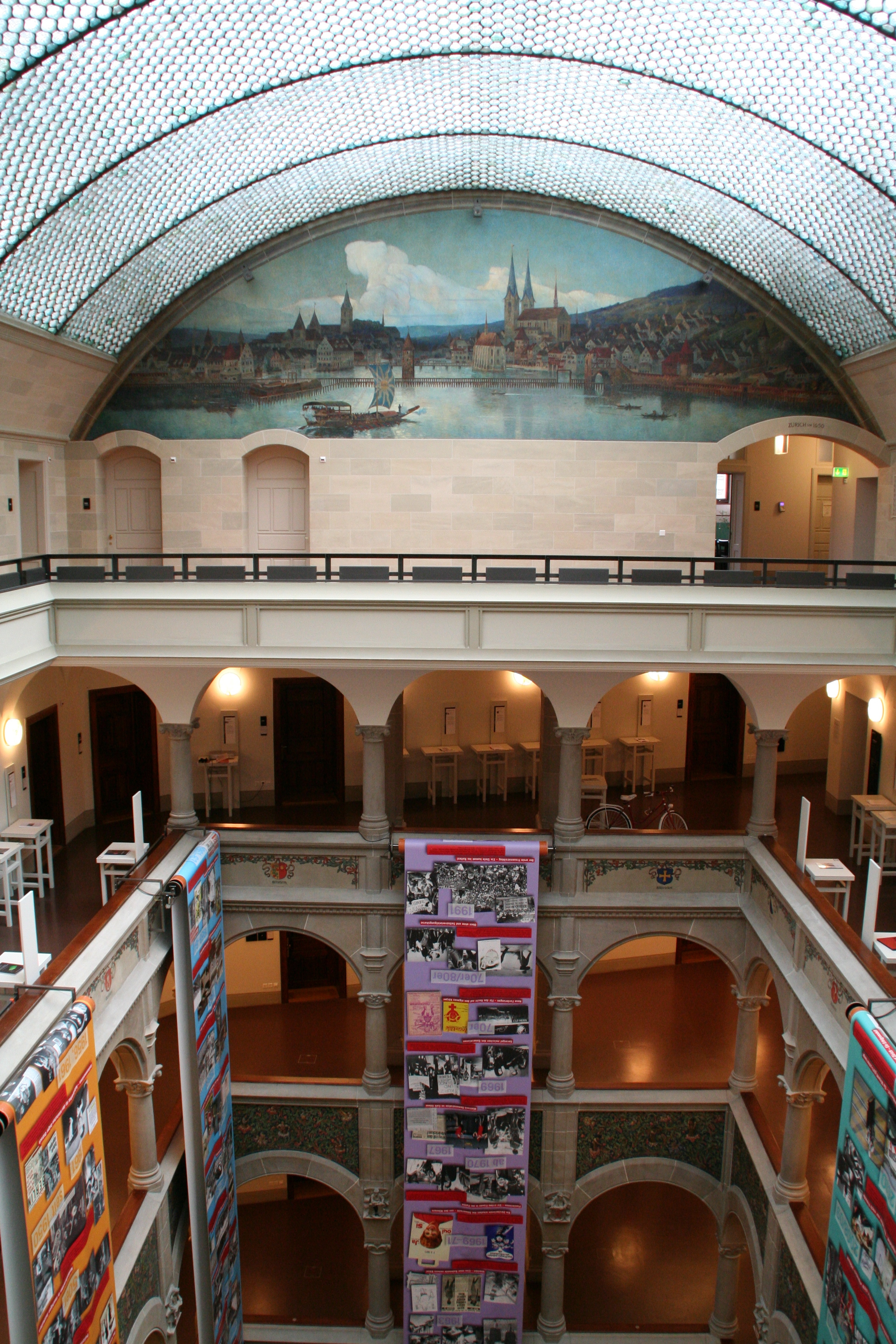
Innenhof. Oben: Fresko Zürich um 1650 von Wilhelm Ludwig Lehmann
Stadthausquai auf einer Photochromaufnahme, um 1900
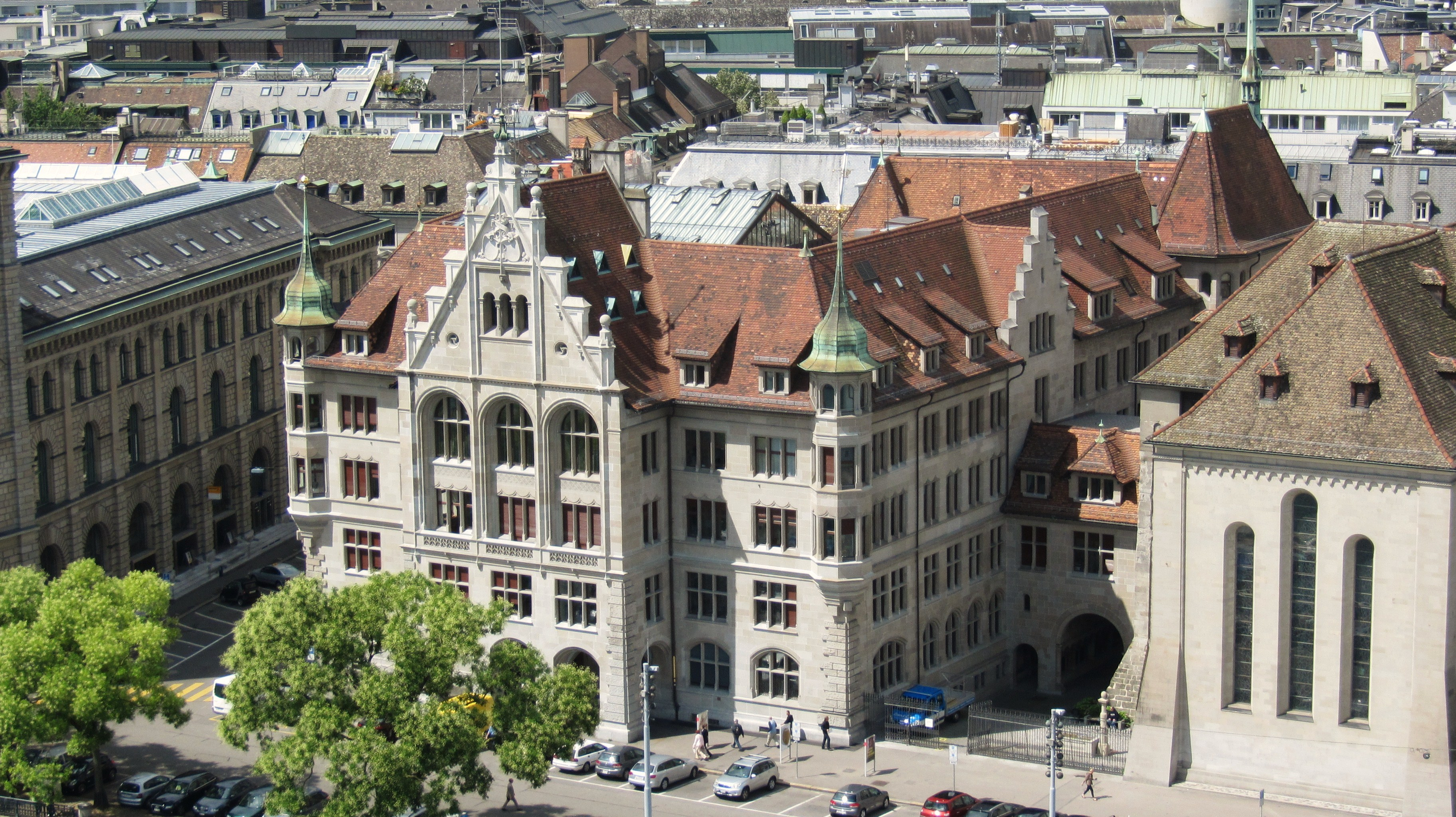
Ansicht vom Karlsturm des Grossmünsters auf Stadthaus und Fraumünster